# Kazujoši Hošino
Kazujoši Hošino (japonsko 星野 一義), upokojeni japonski dirkač Formule 1, * 1. julij 1947, Šizuoka, Japonska.
Svojo kariero je začel v Japonski Formuli 2000, kjer je v sezoni 1975 osvojil naslov prvaka. V Formuli 1 je nastopil le na dveh domačih dirkah, Veliki nagradi Japonske v sezoni 1976, kjer je odstopil, in Veliki nagradi Japonske v sezoni 1977, kjer je zasedel enajsto mesto. V sezoni 1977 je osvojil svoj drugi naslov v Japonski Formuli 2000, v naslednji sezoni 1978 pa še naslov v Japonski Formuli 2. Kariero je nadaljeval še vedno večinoma na Japonskem in v Japonski Formuli 3000 osvojil naslove še v sezonah 1987, 1990 in 1993. Med letoma 1987 in 1998 je šestkrat sodeloval na dirki 24 ur Le Mansa, najboljši rezultat je dosegel leta 1998, ko je skupaj z rojakoma Agurijem Suzukijem in Masahikom Kageyamo osvojil tretje mesto. Po letu 1998 se je upokojil kot dirkač.

## Popoln pregled rezultatov Formule 1
(legenda) (odebeljene dirke pomenijo najboljši štartni položaj, poševne pa najhitrejši krog, †-uvrščen kljub odstopu)
| 1976 | Heros Racing | Tyrrell 007  | Cosworth V8 | BRA | JAR | ZZDA | ŠPA  | BEL | MON | ŠVE | FRA | VB  | NEM | AVT | NIZ | ITA | KAN | ZDA | JAP Ret |        | - | 0 |
| 1977 | Heros Racing | Kojima KE009 | Cosworth V8 | ARG | BRA | JAR  | ZZDA | ŠPA | MON | BEL | ŠVE | FRA | VB  | NEM | AVT | NIZ | ITA | ZDA | KAN     | JAP 11 | - | 0 |